# Mesochorus multipunctatus
Mesochorus multipunctatus är en stekelart som beskrevs av Dasch 1974. Mesochorus multipunctatus ingår i släktet Mesochorus och familjen brokparasitsteklar. Inga underarter finns listade i Catalogue of Life.